# 南九州高速バス

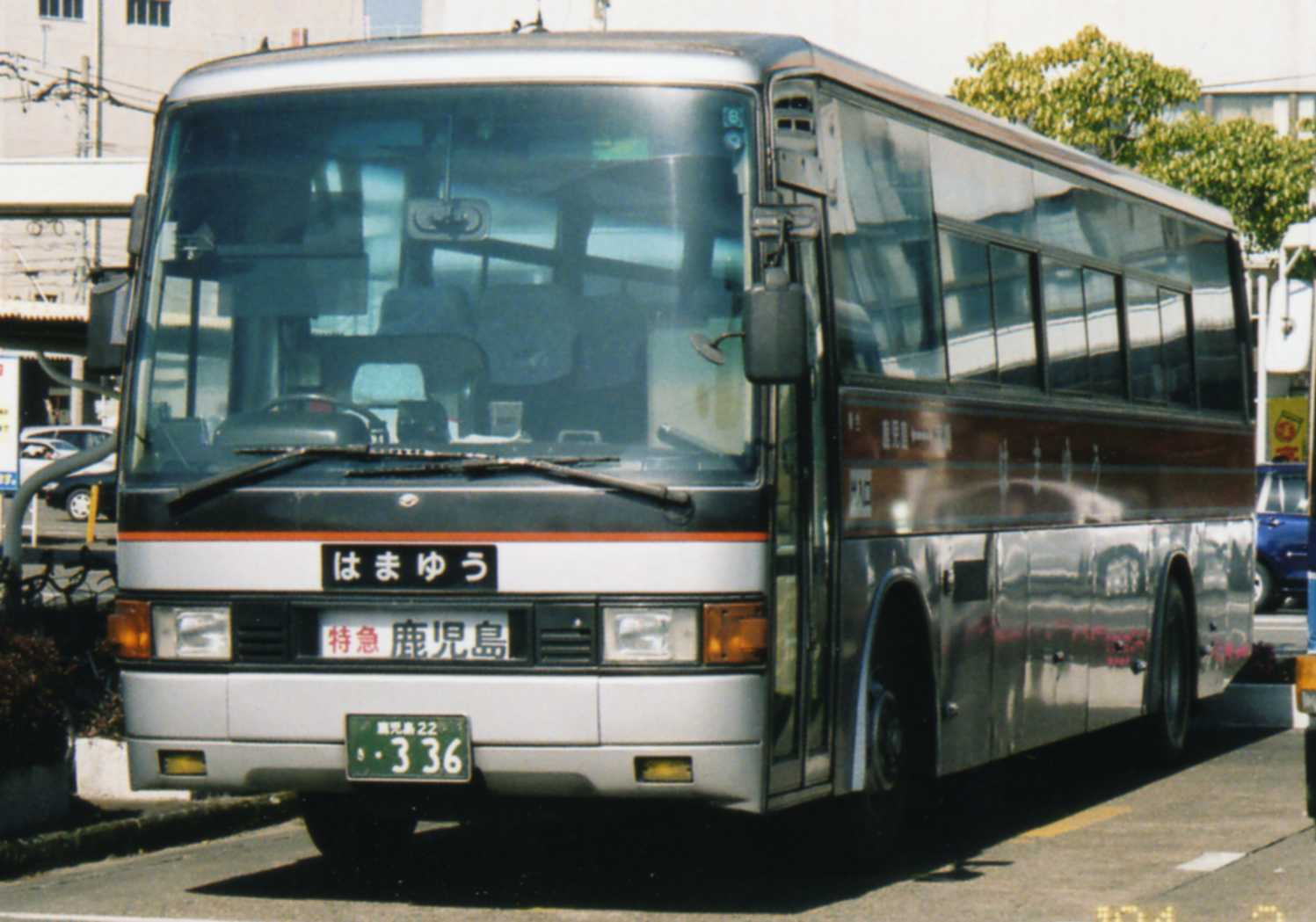
南九州高速バス「はまゆう号」

南九州高速バス（みなみきゅうしゅうこうそくバス）は、1982年（昭和57年）から2004年（平成16年）まで存在した、高速バス専業の会社である。
本社は鹿児島県鹿児島市にあった。

## 沿革
- 1982年（昭和57年） - 鹿児島交通・林田産業交通・南国交通の3社の共同出資で設立。宮崎交通と共同運行で鹿児島（上荒田）～宮崎（宮交シティ）線はまゆう号運行開始。
- 1990年（平成2年）4月26日 - 鹿児島～熊本線開業[1]。
- 2004年（平成16年）3月12日 - この日の最終便をもって鹿児島～熊本線を廃止し、同時にはまゆう号からも撤退する。
- 2004年（平成16年）3月13日 - 会社清算。

## 会社清算直前の担当路線
- 鹿児島～熊本線「はいびすかす号」（共同運行の九州産業交通は「きりしま号」）
- 鹿児島～宮崎線「はまゆう号」